# غوس جاكسون
غوس جاكسون (بالإنجليزية: Gus Jackson) هو مجدف نيوزيلندي، ولد في 25 ديسمبر 1903، وتوفي في 12 نوفمبر 1968.